# 海の大陸NOA
『海の大陸NOA』（うみのたいりくのあ）はじゅきあきらのコミックボンボン連載のギャグ漫画作品。続編の『海の大陸NOA+』（ - プラス）、『海の大陸NOA×』（ - カケル）についても本稿で記述する。
時は考えただけで神経性胃炎になるくらい遠い未来、地球上でたった1つ残された最後の孤島サンクルスと、その上空に浮かぶ天空都市テラが主な舞台となる。「スーパーバラエティーファンタジー (SVF) 」と銘打たれ、基本はドタバタのギャグで進み、時折裏に隠された設定を匂わせつつ、シリアスな話を展開する。

## 連載中断と7年越しの復活
「作者の目の病気」という理由で1998年4月号で一時休載し、そのときの説明によれば「1998年6月号から連載が再開し、それ以降は5回に1回は休載」という予定であったはずだが連載は再開されず、理由の説明も何も無いまま、未完の作品として7年が経過することとなった。
しかし、2005年12月号 - 2006年2月号に読み切り（3号連続のため事実上の短期連載）として突如復活を遂げ、2006年7月号から『海の大陸NOA+』として本格的に連載を再開した（このときペンネームもじゅきあきら・T・に変更）。
その後『+』は2007年11月号で最終回を迎え、2007年11月よりMiChao!にて『海の大陸NOA×』（-カケル）を連載していたが、2009年11月には更新を停止している。単行本は1,2巻は発売されたが、3,4巻は電子書籍のみの販売となった。
2021年8月17日に作者がpixivFANBOXに『×』の続編となる『海の大陸NOA（H）』（ - エイチ）のネームを投稿している
『海の大陸NOA（H）』が2022年1月22日に連載開始pixivFANBOXにて本編を公開。なお作者は趣味の範囲で描くことをTwitter上で語られている

## 登場人物

### サンクルスの島民
人間はリューク、キッチェの2人だけで、後はテラから捨てられた生物兵器（2006年以降では「生物実験」に変更）の失敗作である。マリアに関しては1998年掲載の『ボンボン』本誌の特集記事では人間とされていたが、本編中では確認できず。
リューク
島のボスを務める少年。ボスとしてはやや問題のある性格だが、不思議と人を惹きつける魅力があり、サンクルスの島民たちを取りまとめている。「大地に生まれた事を忘れない」為に常に裸足。首からは「継承のカギ」を提げている。必殺技は静電気の貯まりやすい体質を生かした「海斬剣（かいざんけん）」（別名「きりん剣」）と、サミアドとの合体技である「雷華弾（らいかだん）」。
なお、海斬剣の名称は、習得時に巨大貝がサンクルスに襲来しており、貝を最初に斬ることで「貝斬剣」となってしまうのを避けるため、海を斬ったことに由来する。
キッチェ
リュークの妹的存在。明るく元気な女の子。フルネームはキッチェ ライラ＝クランベリー。両親とはテラが廃棄したウイルスにより物心つく前に死別しており、リュークと共にリューヤの元で育てられた。アレックスに一目惚れされているが、本人ははた迷惑な様子。必殺技はリューヤから習った空手技「円舞光輪脚（えんぶこうりんきゃく）」。威力は殆ど無かったり兵器の流れ弾を打ち落とす事が出来たりと一定しない。
ドーカイテイオー
頭のない白馬に顔と腕を付けたような生物兵器。リュークに恋する「自称」乙女。嫉妬心などからウソ（空気が底を突くなど）をついて、度々島中を大騒ぎにしてしまうトラブルメーカー。必殺技はリューヤから（息子のリュークを差し置いて）伝授された「ゴッドファーザーボム」。腹にボタンがありそれをはずすと体内の臓器が露出する。その中には臓器の他に会議室、開かずの間、たばこ屋など、在り得ないものが存在する。
マリア
テラから逃げてきた謎の少女。物静かな性格だが、やや天然ボケ気味。実はテラの極秘研究資料で、テラの一角に名前も顔も全く同じという人物の墓が多数見つかっている。
ダイダロス
翼の生えたドーベルマンのような姿の生物兵器。マリアを連れてテラから訪れ、その後も常にマリアのそばにつき従う。高い頭脳を持ちテラの事情にも詳しいため、島の知恵袋的存在となるが、常識人ゆえにサンクルスの面々がかますボケに常にツッコむ役をも負う羽目に。率先して戦うことはめったにないが戦闘能力は持っており、翼の硬度を変化させたり刃状に変形させたりできる。
ダンボールマン
ミカンの段ボール箱から手足が生えた、ロボットのような姿の生物兵器。ガンダムを製作しようとして失敗したものらしい。言葉を喋らず、プラカードに文字を書いて会話する。ダンボールゆえか表情も変化しないが、笑うときには微妙に口元が「ニヤリ…」と歪む。ハウスミカンを栽培しており、気に入った相手にはミカンをプレゼントし、逆に敵には腐ったミカンや冷凍ミカンを投げつける。マリアに惚れている。
サミアド
テラから廃棄されたサボテン型生物兵器に花が咲いたとき、その中から生まれてきた子供。テラの刺客からサボテンを守り、花を咲かせてくれたリュークとキッチェを父母として慕う。語尾に「ぢゃ！」とつけてしゃべる。
最後は花がしぼむと共に消えてしまう。次に花が咲くのは100年後だが、本体であるサボテンが残っているため会話は可能。
もじもじくん
擬音の書き文字。様々な場面で色々な文字に変化して場を盛り上げる (?) 。彼らにできる一番難しい字は「麒麟」であり、リュークの海斬剣炸裂時の効果音になる際「とっておき」として披露し、「きりん剣」の別名の由来となる。
おじいちゃんとタカシくん
本名は、おじいちゃんが「鬼龍院光流（きりゅういんみつる）」、タカシくんが「鬼龍院隆司（ - たかし）」。老人とその孫のような姿だがやっぱり生物兵器。
20年以内に製作されたらしく、おじいちゃんも選挙権を持っていない。
お突き様（おつきさま）
頭が月で槍を持った巫女さん風の生物兵器。必殺技は「鳳凰旋風突き」。
タイのキックボクサー
手足が生えた鯛のキックボクサー。「草喰っても鯛」というおじいちゃんがいるらしい。
半透明人間
名前の通りあまり透けていない透明人間。
マリモン
マリモのような生物兵器。「もっ！」としかしゃべれない。分裂によって増え、寿命は2週間ほど。必殺技は「マリモンパンチ」（ただのパンチ）。
ティターン
崖と一体化している岩の巨人。無口で移動できないが、いい奴。兵器としては優しすぎるために失敗作とされた。2005年の読み切りではなぜか下ネタ要員になっていた。
うちわじじい
うちわを持った白髪白髭の老人。喋るかわりに、うちわに書いてある文字で意思表示する。必殺技は、画鋲のついたうちわで風船を弾ませ、周囲を恐怖に落としいれること。
モップ
普段は眠っている巨大生物。年に数回だけ起きて、頭にあるプロペラを使用して上昇、口からの吸い込みによる大掃除をする。
Kゴン&Yゴン（けーごん&わいごん）
『NOA』連載当時のボンボンのマスコットキャラ「Bゴン」の着ぐるみを来た2人組。モデルは当時の編集長と担当編集者。
外科医さん
サンクルス病院の外科医。「看護婦さん」らしき姿も確認できる。
中村さん
リュークとアレックスのボス選挙に突如現れて当選した謎の男。フルネームは中村児雷也（なかむらじらいや）という。
どう見ても頭の薄いただの中年サラリーマンだが、その実体はモーセの如く海を割り、本気を出せば地球すら破壊しかねない危険人物。
頭髪はカツラだが、その下はまったくおなじ髪型。メガネを取ると目は3の字。郵便局員にして抜け忍、さらには地下諜報組織「ノエル・ラブ」の会長。500年前からポチョムキンとの因縁があるらしい。

### テラの住人・来訪者
テラは、サンクルスのはるか上空に存在する、球形の人工都市。科学が発達している。
ミカエル・シャークマン
テラを統治する人物。巨大研究機関「月色の塔（げっしょくのとう）」所属の生物学者であり最高責任者。
高い技術力を持っているが、目的のために非情な手段をとることもある冷徹さも持つ。ノエルが拾った仔犬から生物兵器ダイダロスを考案、ノエルを毒殺し脳をダイダロスに移植した。カプチーノを好み登場シーンでは概ね飲んでいる。マリア奪還を画策し数々の刺客を送り込むがザクロチトセオーの人選が悪いため常に失敗している。
ノエル・シャークマン
ミカエル・シャークマンの弟。巨大研究機関「月色の塔」所属の生物学者。
自らが数年前に拾った犬を基に作られた生物兵器ダイダロスの脳に選ばれ、テトロドトキシンで毒殺される。ダイダロスとして生まれ変わった後、以前にフェリアと交わしたマリアを助け出す約束を果たすため、マリアを救いテラを脱走、サンクルスへと逃亡した。
ノエルの遺体は保存装置に入れられ、全く腐ることなく保存されているが、その状態で廃棄された上に巨大貝に呑みこまれていた。後に貝の中から発見され、保存装置ごとサンクルスに安置される。
ザクロチトセオー
ミカエル・シャークマンの助手。ドーカイテイオーによく似た姿を持つが、体の色は黒（ダンボリウム合金メッキ）で翼を持ち、テイオーとは似つかない理知的な性格をしている。ミカエルによるパワハラに悩まされているが、一方で盗撮写真を持ち歩いているほどミカエルを崇拝している。
フェリア・スー
ダイダロスを狙い巨大鳥に乗りサンクルスを訪れた。マリアがテラにいた頃の監視役。ノエルとは恋仲であり、ダイダロスを元の名前であるノエルと呼ぶ。
体重の倍の量のラーメンを完食するほどのラーメン好き。
クズノハ博士
サイドテラの元指導者。成人前にどちらの性の人物を愛するかで性別が決まる。イザナギに慕われていたが「月色の塔」メンバーとしてミカエル・シャークマンに召喚されテラへと移った。またサイドテラ在住時に、子供達のために学校制度を作った。
カップヌードルマン
カップヌードルの形をした生物兵器。マリアを取り戻しにサンクルスへやって来た最初の刺客。ブタキムチ味の麺を体内から放出する。リュークに味が悪いと言われた後修行し、何故かテコンドーを会得したらしい。
マグカップヌードルマンという息子とヌードル子という娘、とん子という妻がいる。現在テラでラーメン屋を営んでいる。
パンチパーマン
大仏のような姿をした2番目の刺客。パンチパーマを自由自在にする光輪を操り、リュークとマリアを除く島民全員をパンチパーマにしてしまう。実は三代目で（初代は北島三郎）、リュークに敗れた後は四代目を彼にゆずって引退。再登場時には髪型をリーゼントにかえ、名前をスッポンのひろしと改める。『+』ではさらに髪型はアフロに変え、アフロtheひろしと改名していた。
チンパンチー
パンチパーマンと共にリュークの夢に現れるが、夢の中に置いて行かれる。
枕返し
寝ている間に人の枕を足の下に置いて去る妖怪。総登場数4コマ。
もしも魔王
自称不幸を呼ぶ男。それゆえか凄まじいまでの後ろ向きな性格。自分の不幸に他人をも巻き込み、「思い浮かべて下さい」の一言ではじまる、彼の語る"もしも"の話は、あらゆる聴者にその内容を想像させ、不快な気分にさせる精神攻撃となる。
ヘクトパスカル
サボテンを枯らすため訪れた3人の刺客の一人。ギリシア人のような格好をしているがブラジル人らしい。どこからともなく引っぱってきたホースから放水（大雨）を放つ。
ミリバール
サボテンを枯らすため訪れた3人の刺客の一人。一時代前のアイドルのような格好をしている。手に持った扇風機から強風を起こす。
梅雨田雨男（つゆたあめお）
サボテンを枯らすため訪れた3人の刺客の一人。台風実況アナウンサーで、彼の持つマイクは、実況通りに天候を操る。
巨大貝
真珠の大量養殖のため造られたが、凶暴なため海に捨てられた生物兵器。人間のような手足（しかも毛深くて筋肉質）が生えており、陸を二足歩行で移動する。
「ウイ ムッシュ」（フランス語の言葉）の掛け声と共に目の前の物を次々と食べ、体内で真珠に変える。
賞金稼ぎ
本名不明。ダイダロスの命を狙いサンクルスを訪れるが、「話がややこしくなる」という理由でリュークに瞬殺される。
『+』では暗殺稼業から足を洗ってゲッセマネの門番になっていたが、Mr.ラビットに半殺しにされる。
ド根性大根ドンちゃん
食糧危機解決のためにテラで開発された大根。しかし生態系を破壊する恐れがあるため、種の段階で焼却処分にされるも根性でサンクルスへ逃れ、テイオーの頭に寄生する。切っても根性で自己再生できるため、倒すにはその心を折らなければならない。リュークに倒されるも愛緑週間ということで助けられ、心を入れ替えた。
鬼六
過去最強の鬼型生物兵器。その力の源は鬼のパンツで、脱ぐとたちまち貧弱になる。リュークにパンツを取られる。最後はミカエル・シャークマンの目の前にパンツ1丁で現れた。
ドミニオンズ
かつてノエルが造った生物兵器。ミカエルによって改良型が生産される。再生能力がありかなり手ごわい。
透明人間
半透明人間の成功作でレベル15。技術の進歩で完全に透明になった。しかし、あまり強くは無い。親父ネコと対峙する。
タティーン
ティターンの成功作でレベル50。目からの怪光線や口から吐く弾で侵入者に情け容赦なく攻撃を仕掛ける。鎌も手にしているが攻撃には使わなかった。ティターンが欠陥品扱いされたのは、優しすぎるため。コブラ、クロコダイルダンディーと対峙する。
タカシーヌとグランパ
タカシくんとおじいちゃんの成功作でレベル75。西洋風で且つ美形。泣き落としで侵入者を阻止しようとする。文字郎に完全に無視され素通りされる。
タイのキックボクサー
タイ（鯛）のキックボクサーの成功作でレベル85。こちらの「タイ」とは鯛ではなく、国名のタイで人間型。文字通り強烈なキックが武器。ドーカイテイオーと対峙する。
ダンボリウム合金マン
ダンボールマンの成功作でレベル95。外見は黒いダンボールマンだが、ガンダリウム合金とほぼ同じ性質でダンボールっぽい「ダンボリウム合金」で作られており、極めて頑丈。喋らない点は変わらず、プラカードに書いた文で会話する。メロンを武器にし、胴体にも「めろ〜ん」と書かれている。ダイダロスと対峙する。
ソーカイテイオー
ドーカイテイオーの成功作でレベルFOX（MAXではない）。過去にドーカイテイオーの体内から発見された設計図（本来の完成予定図）に書かれていた通りの外見。「開かずの扉」からこの世の有象無象を召喚する。ドーカイテイオーと同じく、弱点は「ときめき」という謎の臓器。
巨大なマリモン
その名の通り巨大なマリモン。リュークと2手に分かれた後の文字郎の目の前に現れた。
ケフィアマン
ザクロチトセオーによって殺人マシーンとして培養された健康食品。眠り薬入りの朝食（ケフィア）で島民を眠らせてマリアを奪おうとした。どんな人間でも倒せるように修行し、リュークのデータを全て集めていた。テイオーと入れ替わったリュークに敗れるが根っからの健康食品だと諭されテラへと帰っていった。本人曰くヨーグルトではないらしい。

### 海の住人
ヒジリ・アレックス・ローゼンフィールド
通称アレックス。巨大空母アトランティスの十一代目艦長。幻のアレックス連合艦隊15000人を率いる海のボス。
波に揺られ育ったため陸でも体を揺らしていないと落ち着かない。射撃の腕は高く片目の眼帯をはずすとさらに命中精度は上がる。17歳らしい。キッチェに惚れておりアプローチを何度もかけるが本人には鬱陶しがられている。
『+』では既にサンクルスを去ったと思われていたが様々な理由で海へ帰れずにいる。実は部下からの人望が全く無い。
オリビア
空母唯一の女性クルー。アレックスの恋人だったが、3か月前に亡くなる。108歳。
特殊工作員
アトランティスの乗組員でありアレックスの部下。全員ダイバーのような同じ格好をして、常に2、3人で行動する。
作中で確認できる名前はセバスチャン、ダルタニヤン、ジョー・イ、カルロス・チャンなど。
リューヤ
リュークの父で先代ボス。5年前、「失われた大地を探すため」という理由でリュークにボスの座を譲り（押しつけ）イカダで海に旅立つ。軽そうな性格だが息子や妻を大事にしており、リュークを励ましたりカノコの墓参りに訪れるなど父親らしい一面もある。
サンクルスに帰った際にはリュークに水陸両用イカダをプレゼントし、島民には自分の必殺技をいくつか伝授していった。アレックス連合艦隊では妖怪「海オヤジ」として恐れられている。
必殺技は巨大な気弾で空母にすら穴を開ける「ゴッドファーザーボム」。

### サイドテラの住民
サイドテラとは、テラの衛星のことで、テラ関係者とヘテロサピエンス（テラから隔離された人間と生物兵器の混血）との戦場となっている。
木枯らし文字郎
対テラ派反乱組織「クルセイド」のリーダー。言霊使い。名前、姿とも木枯し紋次郎と類似している。
イザナギ
ヘテロサピエンスの中でもっとも進化したタイプ。クズノハと同様に成人前にどちらの性の人物を愛するかで性別が決まるが、性別が決まらないまま成人すると一番力が強くなるため、本人は無性別であり続けることを望んでいる。
敬愛するクズノハがミカエル目当てに（少なくともイザナギはそう考えている）テラへ移ったことをきっかけに人間、特に男が嫌いとなっていた。ゲッセマネから脱出する際、ソーカイテイオーのバナナの皮を踏んでこけそうになったリュークの身代わりに、天井から降りてくる扉に押しつぶされて死亡したが、その時リュークにはっきりと好きだと告白した。
親父ネコ
顔だけ親父であとはネコのヘテロサピエンス。メガネで敵の分析を行う。
Mr.ラビット
普段は小さなウサギだが、スーパーキャロットを食べるとマッチョになるヘテロサピエンス。
クロコダイルダンディー
ワニの口の中に人間の顔があるヘテロサピエンス。にもかかわらず必殺技はサソリの尻尾から発射する「スコーピオンダンディーミサイル」。
コブラ
右脇腹にサイコガンを仕込んでしまったヘテロサピエンス。

### 過去の人物
ミノル
大地（サンクルス）に残った初代指導者。カナメとは友人だった。
サンクルスのボスはその証として彼の残した「継承のカギ」を受け継ぐ。
ヒジリ・カナメ
最新鋭巨大空母アトランティスの二代目艦長。元盗賊。
「お互い生きていたら再び会おう」とミノルと約束するが、船の故障により叶うことは無かった。
そのため自分の子孫に「大地のボスに再会出来なかったことを謝る」という遺言を残す。アレックスの尊敬する人物。
テラ・シャークマン
天空都市を造った人物。ミカエルやノエルの先祖。
カノコ
リュークの母。11年前テラが廃棄したウイルスにより命を落とす。

### その他
謎の吟遊詩人
小さな竪琴を持った吟遊詩人。読者に対するナレーターの役割を務めているが、時々本編キャラとも絡む。
ノア
大陸が水没の危機に瀕した際に現れ、サンクルスの人々を救ったとされる、白く輝く巨大なクジラ。
実在したのか御伽噺なのかはわかっていない。サンクルスの教会の廃墟にその像が奉られている。
太陽さん
サンクルスを照らしている太陽。夜中でも照らし続けられるが、夜更かしが過ぎるとギブアップしてしまう。リュークは一万年に一度生まれるというスーパー晴れ男なので、彼の頭上はいつも晴天。
スイマー
リュークの夢に現れた睡魔。Swimer（水泳選手）との駄洒落。消滅するときには、演出の都合で特撮の怪人のように爆発する。
黒い影の人達
サンクルスの法を破った島民を、異次元に引き込んでしまう謎の存在。その対象は法を定めたボスのリューク自身すらも例外ではない。場合によっては、個人的な感情でも異次元送りにしてしまう。
御年玉
宇宙から降ってくる謎の玉。宇宙一めでたい玉だと自負しており、彼が落ちた惑星はすぐに正月を迎えねばならない。
ポチョムキン
中村さんと500年前から因縁があるらしい。海上の廃ビルに残されていた身長を比べるための壁の傷が尋常ではないことなど、人外の存在を思わせる描写が多々あるが、その正体を知る者は中村さんしかいない。
ゲッペルドンガー
満月の夜に現れ、「バ〜ムク〜ヘン」と叫んで斧で子供を切り刻むドイツ人。
ニラー
「ニラー屋敷」という廃屋に棲むニラギョウザの妖怪。強靭な肝が好物で、幻覚を見せて獲物をおびき寄せる。

## 単行本
海の大陸NOA
ボンボンKC版 - 全3巻
1. 1997年4月2日発売 ISBN 4-06-321804-X
2. 1997年10月3日発売ISBN 4-06-321819-8
3. 2007年11月16日発売ISBN 978-4-06-375107-9
  - 巻末に2005年12月号、2006年1月号の読み切りを収録。

オンデマンド版 - 全3巻
2005年復刻版。ボンボンKCの2巻と、それらに収録されなかった（1998年1月号付録の4コマは除く）作品を収録した作品集。店頭販売はされず、コミックパークのオンライン注文でのみ購入可能。
1. ISBN 4064092066
2. ISBN 4064092074
3. ISBN 4064091663（未収録作品集）

KCDX版 - 全2巻
2018年発売の新装版。『+』以前に発表された全ての作品と、サンクルスに来る前のマリア、アレックスについて描かれる新作エピソードを収録している。
1. 2018年11月21日発売ISBN 978-4-06-513028-5
2. 2018年11月21日発売ISBN 978-4-06-513735-2

海の大陸NOA+ - 全3巻
1. 2006年12月26日発売ISBN 978-4-06-332067-1
  - 巻末に1998年1月号付録の4コマを収録。

2. 2007年6月6日発売ISBN 978-4-06-332083-1
  - 巻末に2006年2月号の読み切りを収録。

3. 2007年11月発売ISBN 978-4-06-375105-5

海の大陸NOA× - 全4巻
1. 2008年7月23日発売ISBN 978-4-06-375531-2
2. 2009年06月23日発売ISBN 978-4-06-375767-5

3巻・4巻は電子書籍のみの販売。